# 麻姑

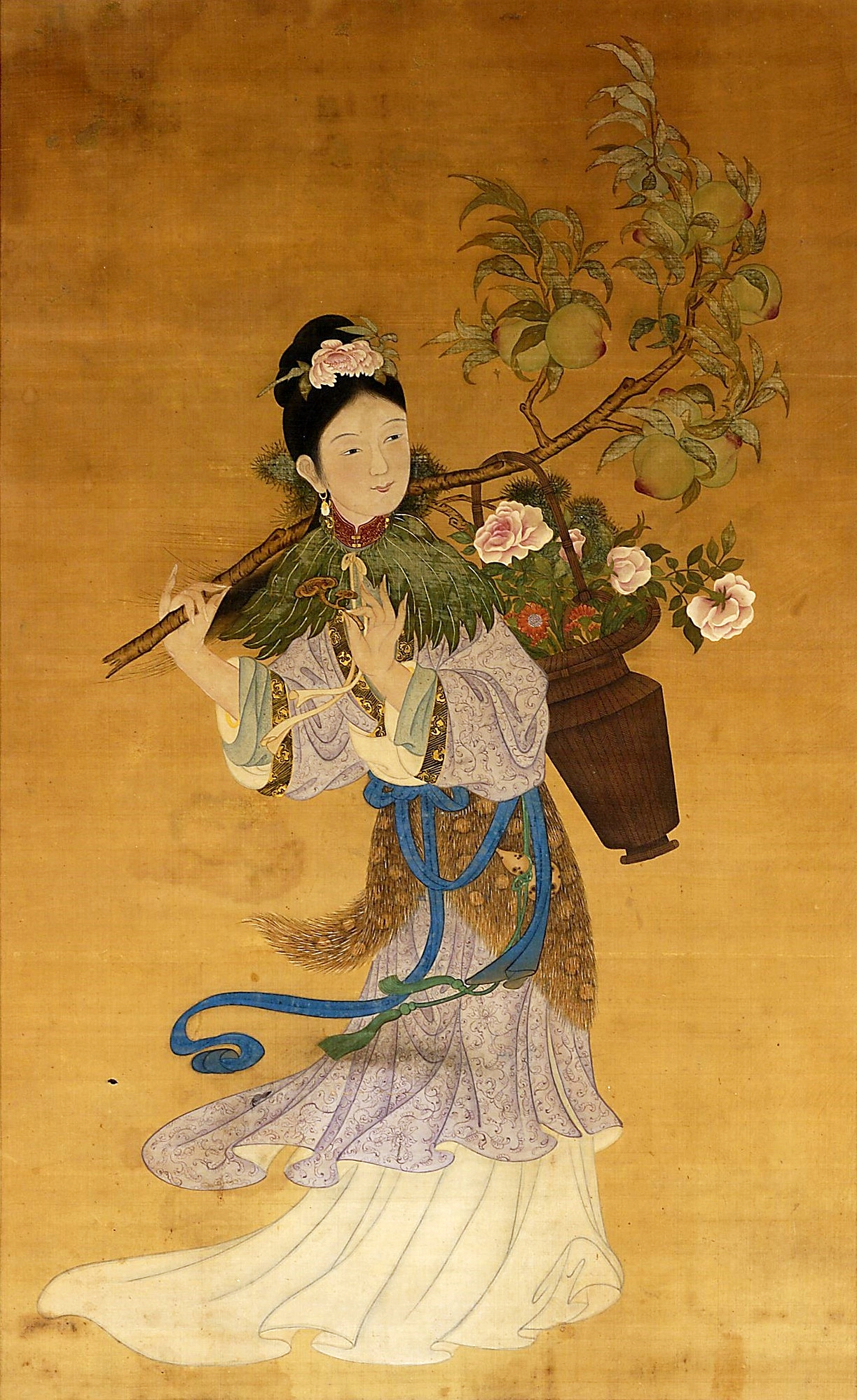
麻姑献寿

麻姑是中國古代神话傳说中的長壽女神，也是下八洞神仙中的一位得道女仙。然而她又是一位婦孺皆知的傳奇人物。宋代封為「真寂沖應元君」，又改封為「虛寂沖應真人」，傳說她因為被父親麻秋關在牢裡 ，不堪忍受，只好出逃，在一座橋上成仙。後人為了紀念她，就把那座橋稱為麻橋。

## 文献记载

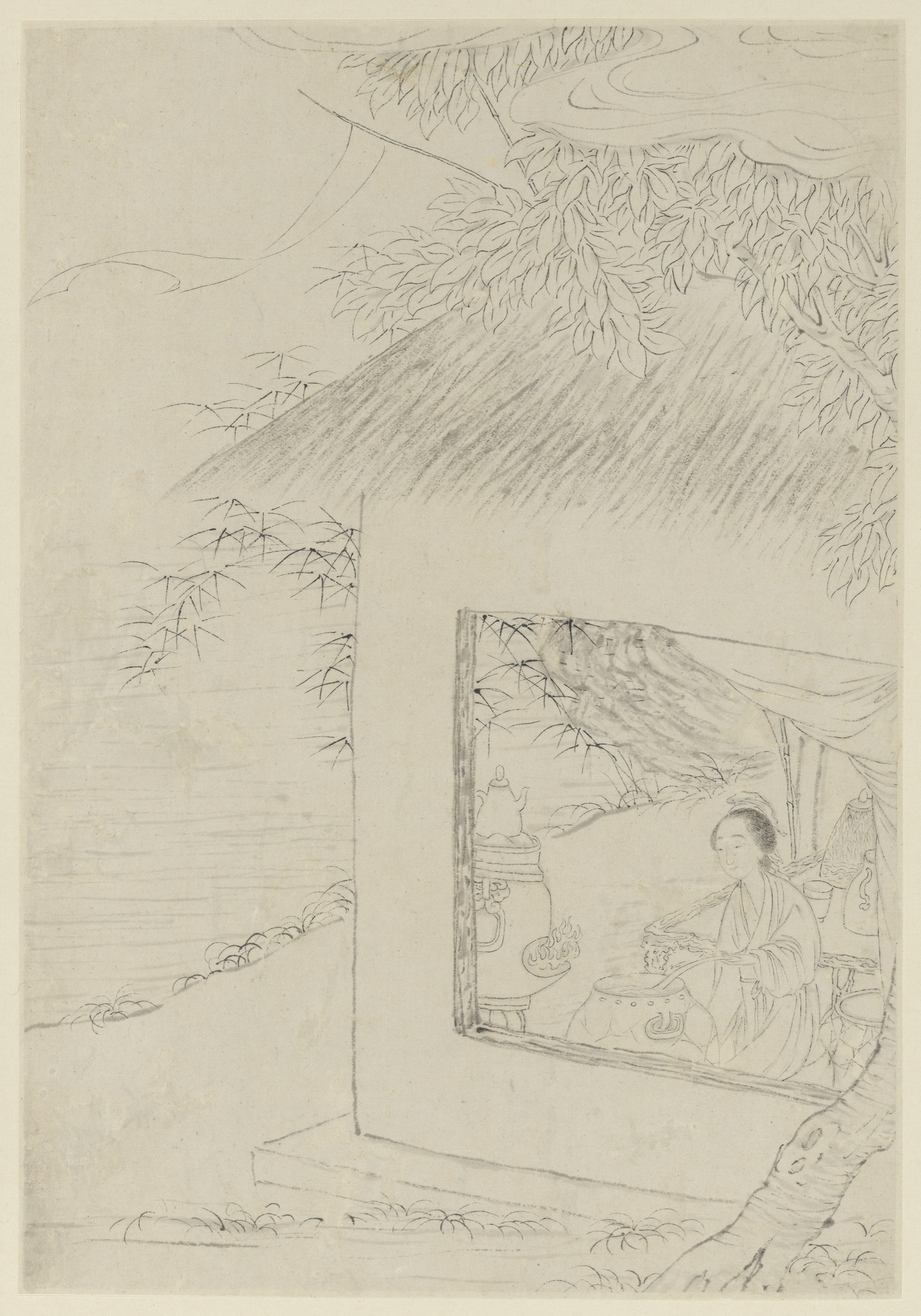
麻姑賣酒

麻姑人物的出现，早在魏晋南北朝时期的道教典籍里记载过她的相关事迹。东晋时期由葛洪著作的文献《神仙传》中讲述麻姑是一位勤劳善良又美丽的南城人，因积累了不少功德，后而得道成为女寿仙，其仙貌如同十八九许的美少女，手指细长如鸡爪，是长寿的象征。《神仙传》卷三中说：“接待以来，已见东海三为桑田。向到蓬莱，水又浅于往者会时略半也。岂将复还为陵陆乎？”讲述麻姑王方平對談時，曾說在人间经历过三次“沧海桑田”，还说现在的蓬莱之水也浅于旧时一半，恐怕将来还会再次变为陆地。这就是“沧海桑田”这一典故的由来，故古代常以麻姑喻为高寿人物的存在。麻姑的本事原本并无惊人之处，只是《闻奇录》称其“生时有道术，能屐行水上”，就是麻姑能穿着木屐在水面上行走。还有就是能施法掷米成丹砂来解救黎民百姓的疾苦与灾难。
《古小说钩沉》辑《列异传》中说麻姑与王远降临东阳蔡经家，蔡经见麻姑手爪长四寸，蔡经在心中想：“此女子实好佳手，愿得以搔背痒。”麻姑大怒，只见蔡经顿地，两眼流血。《历世真仙体道通鉴》后集卷之三中说麻姑乃王方平之妹，修道得仙，年可十八许。昔日王方平降蔡经宅，遣使邀请麻姑同宴，蔡经见麻姑手爪颇似鸟爪，心言背痒，时得此爪以扒背，当佳也。王方平已知蔡经心中所言，即差使神吏鞭之曰：“麻姑神人也，汝可萌妄想哉。”但见蔡经背部被鞭打，亦不见有人持鞭者。这则故事倒成为了后代文人们常用的典故，如杜牧的《读韩杜集》曰：“杜诗韩笔愁来读，似请麻姑痒处搔。”和李白的《西岳云台歌送丹丘子》诗句“明星玉女备洒扫，麻姑搔背指爪轻。”
据清褚人获《坚瓠秘集》卷三引《一统志》与明代王世贞的《列仙全传》卷四中说：“麻姑，麻秋之女也。秋为人猛悍，筑城严酷，督责工人，昼夜不止，惟鸡鸣乃息。姑有息民之心，乃假作鸡鸣，群鸡相效而啼，众工役得以少息。父知，欲达之，麻姑逃入山中，竟得仙而去。”讲述麻姑的父亲麻秋是个为人猛悍的筑城监工，他让工役们昼夜不停的工作，只有听到鸡鸣声才能得以休息。麻姑体恤工役们的艰辛，经常假作鸡鸣声，好让工役们停工休息。麻秋知道后，准备问责麻姑，但麻姑早已经逃入深山的仙姑洞中修学仙道，后于城北石桥飞升成仙。
《述异记》卷上云：“济阳山为麻姑登仙处，俗说山上千年金鸡鸣，玉犬吠。”南宋·洪迈《夷坚丙志》卷四中说：“青城山相去三十里有麻姑洞，相传亦麻姑修真处。”《太平清话》中说麻姑姓黎，字琼仙，是“唐放出宫人也”。《列仙全传》则说她是宋代政和年间人，修道于牟州东南姑余山，被册封为真人。《仙鉴后集》卷三：宋徽宗政和年间，宠褒麻姑为“真寂冲应元君”；宁宗嘉泰年间，改封为“虚寂冲应真人”。相传麻姑修道是在江西南城县城西的麻姑山，麻姑山即为三十六洞天之第二十八洞天，全称为“麻姑山丹霞宛陵洞天”。
清代·程良玉的《何仙姑宝卷》上卷中说麻姑是下八洞神仙之中的一位女仙，蟠桃会时好到王母娘娘圣前敬酒。上八洞的女仙是骊山老母，中八洞的女仙为何仙姑，这三位女仙有很多相似之处，有时三者相互混同起来，三次沧桑的反复变化亦象征着女性一生的三个重要阶段：少女、妇人、老妪。

## 麻姑献寿
沧海变成一次桑田，需要经过千万年的时间，可麻姑已经见过三次沧桑变化。虽说她长得像个十八九岁的大姑娘，可实际上她的年龄根本无法计算，因此麻姑成为女寿仙是当之无愧的。传说三月初三是王母娘娘的圣诞日，届时仙界要举办盛大的蟠桃会，上中下八洞神仙齐至祝寿。百花仙子、牡丹仙子、芍药仙子和海棠仙子要去采花，特邀麻姑一同前往。麻姑乃在绛珠河畔以灵芝酿酒献于王母，欢宴歌舞。这就是麻姑献寿的来历。
麻姑献寿的传说在清代时还被改编为表演戏曲《麻姑献寿》，并成为清代宫廷戏中经常表演的剧目。一些达官贵人作寿办堂会时也会常演此戏。麻姑作为吉祥长寿的象征，还成为了绘画等工艺美术的创作题材，因此这些佳作屡见不鲜。如今也有把麻姑注册为商标，出产了提取麻姑的老家江西南城县麻姑山的甘泉而酿造出的有名的“麻姑酒”，这种酒透明醇厚，果香浓郁，远销于国内外。
明代画家所作的《麻姑献寿图》画出了麻姑在绛珠河边以灵芝酿出的美酒来为王母祝寿的情景而颇为著名。民间都以《麻姑献寿图》或《麻姑掷米图》来做为给女性祝寿的礼品，给男性祝寿则送南极仙翁的画像。

## 图库

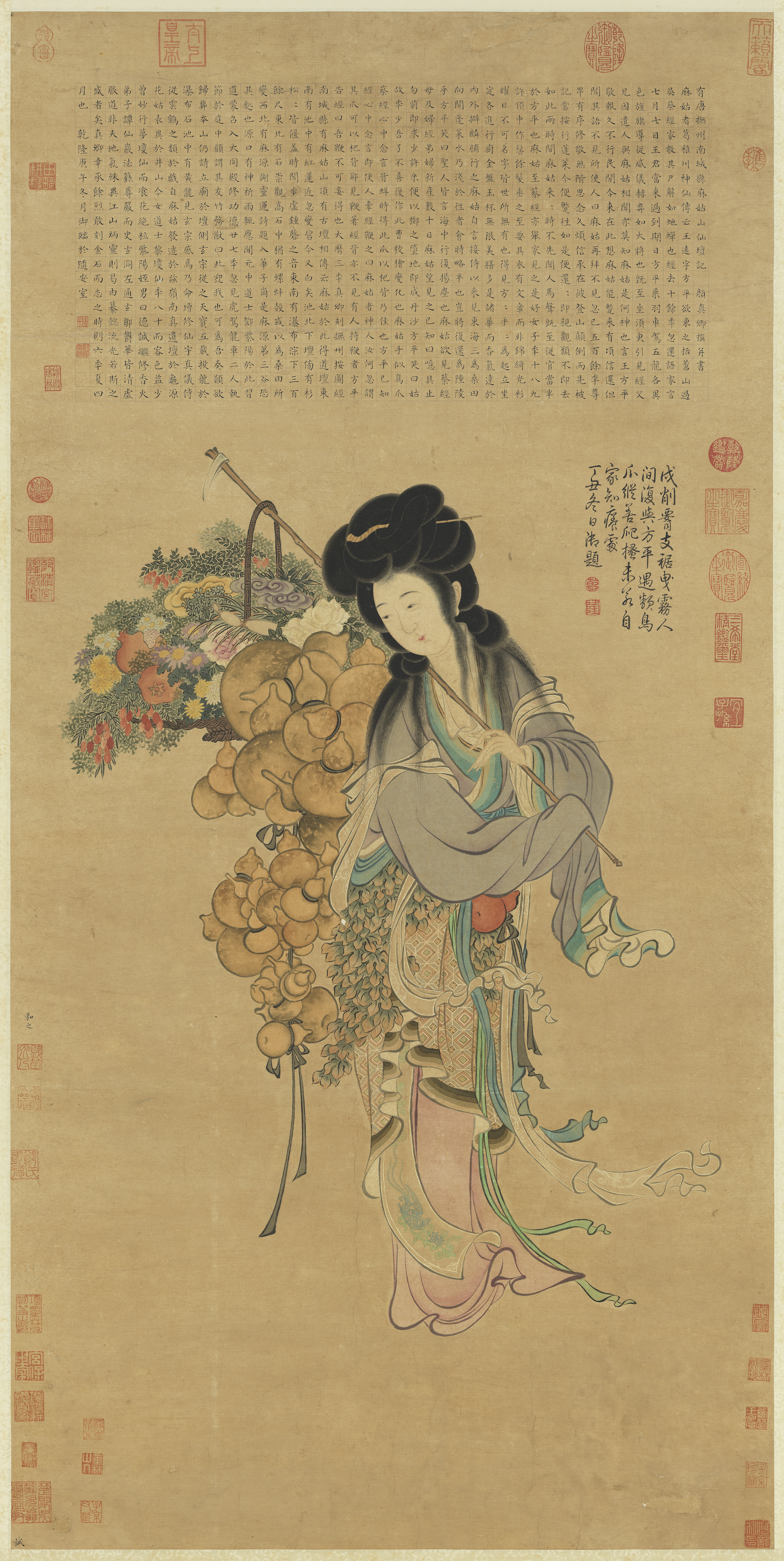
畫麻姑仙像
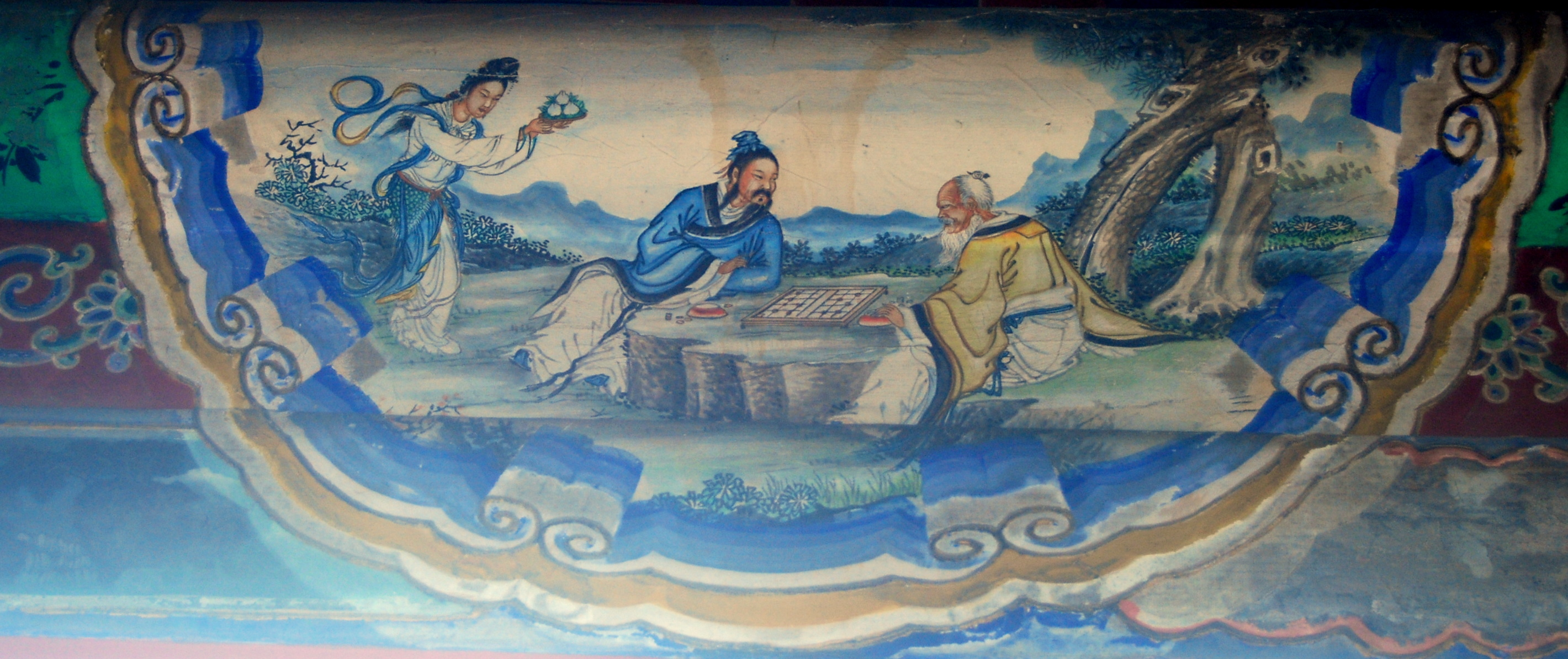
颐和园长廊彩绘：麻姑献寿
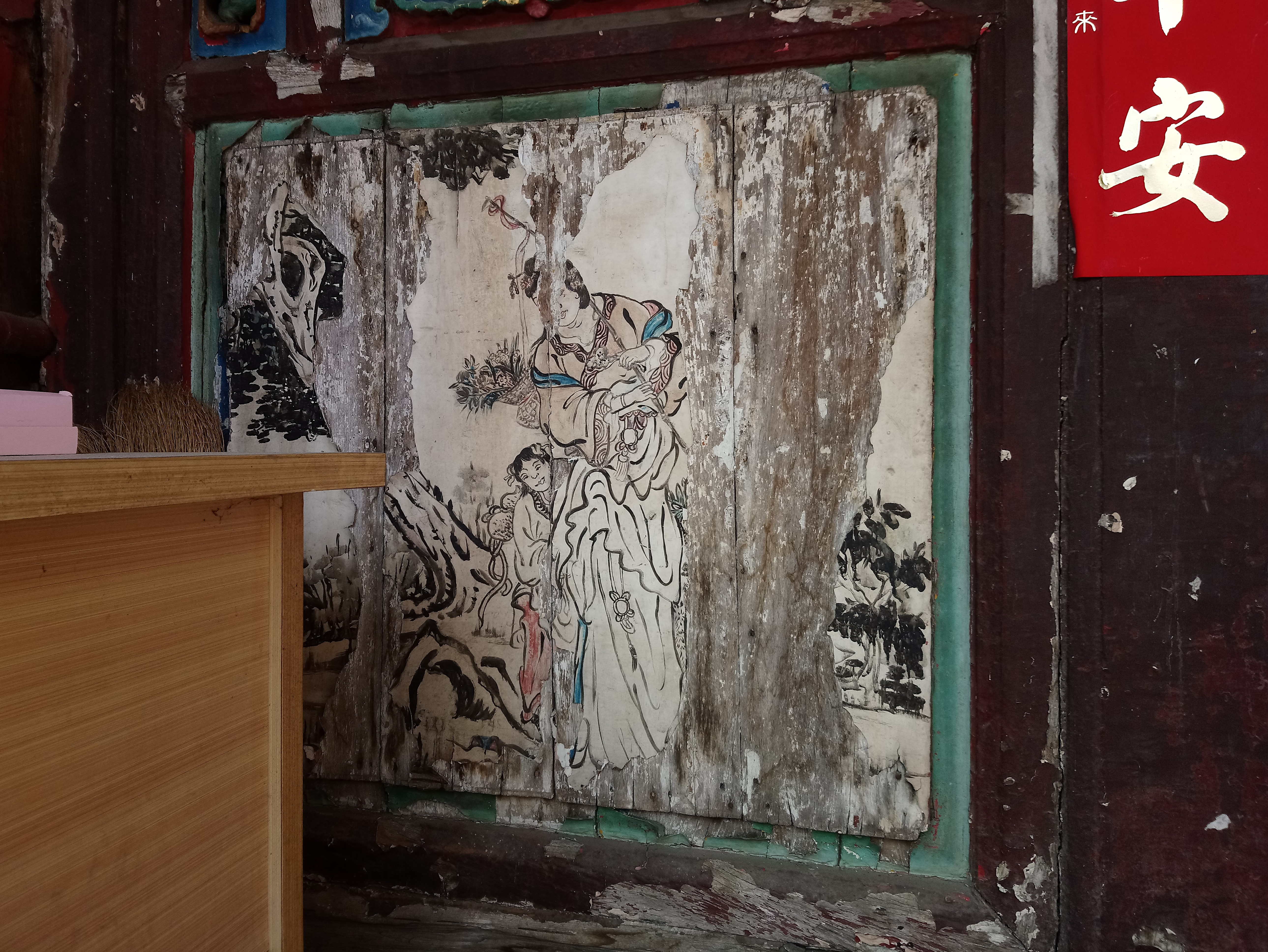
桃園西廟內麻姑彩畫。
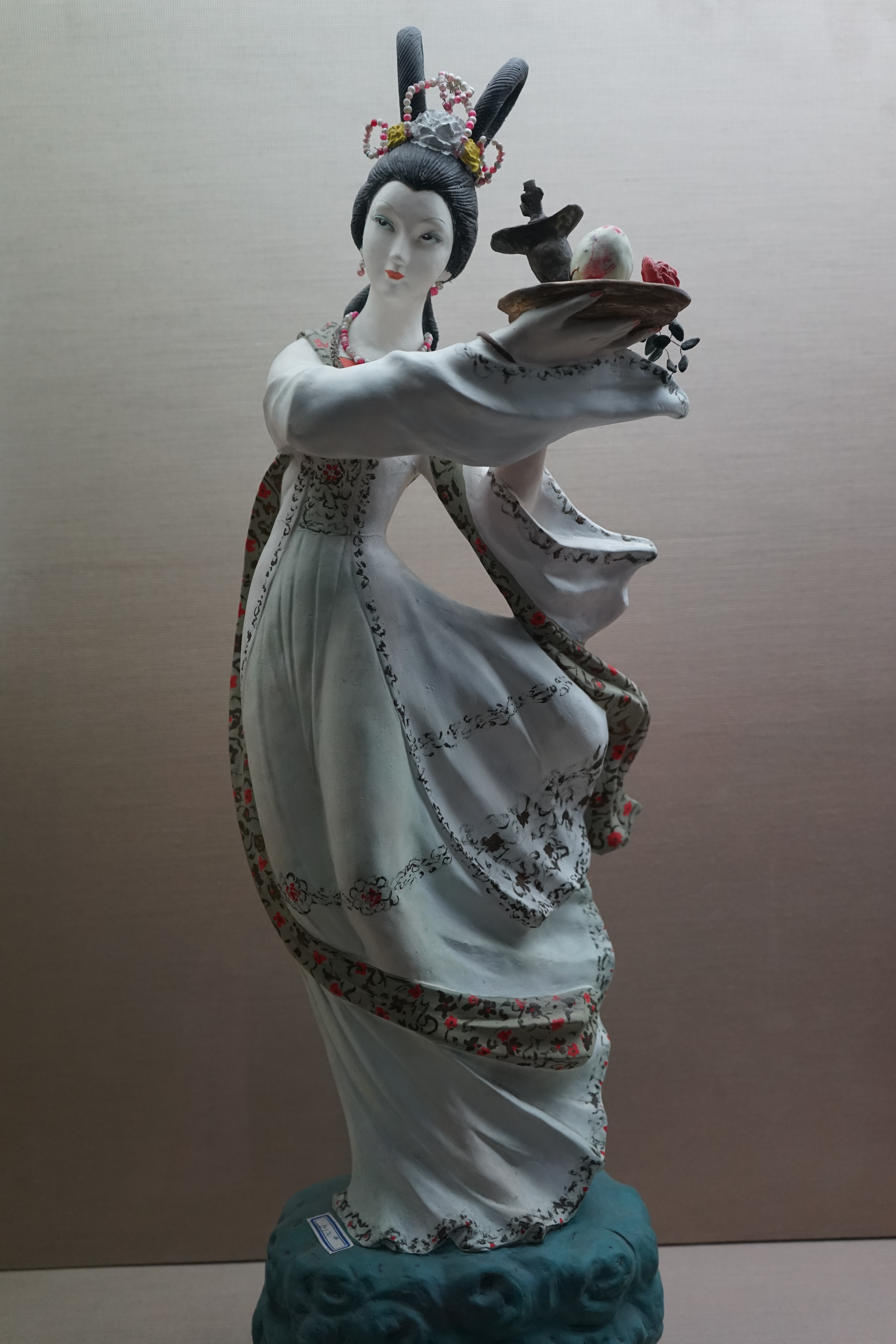
惠山泥人《麻姑献寿》，无锡博物院藏

## 形象

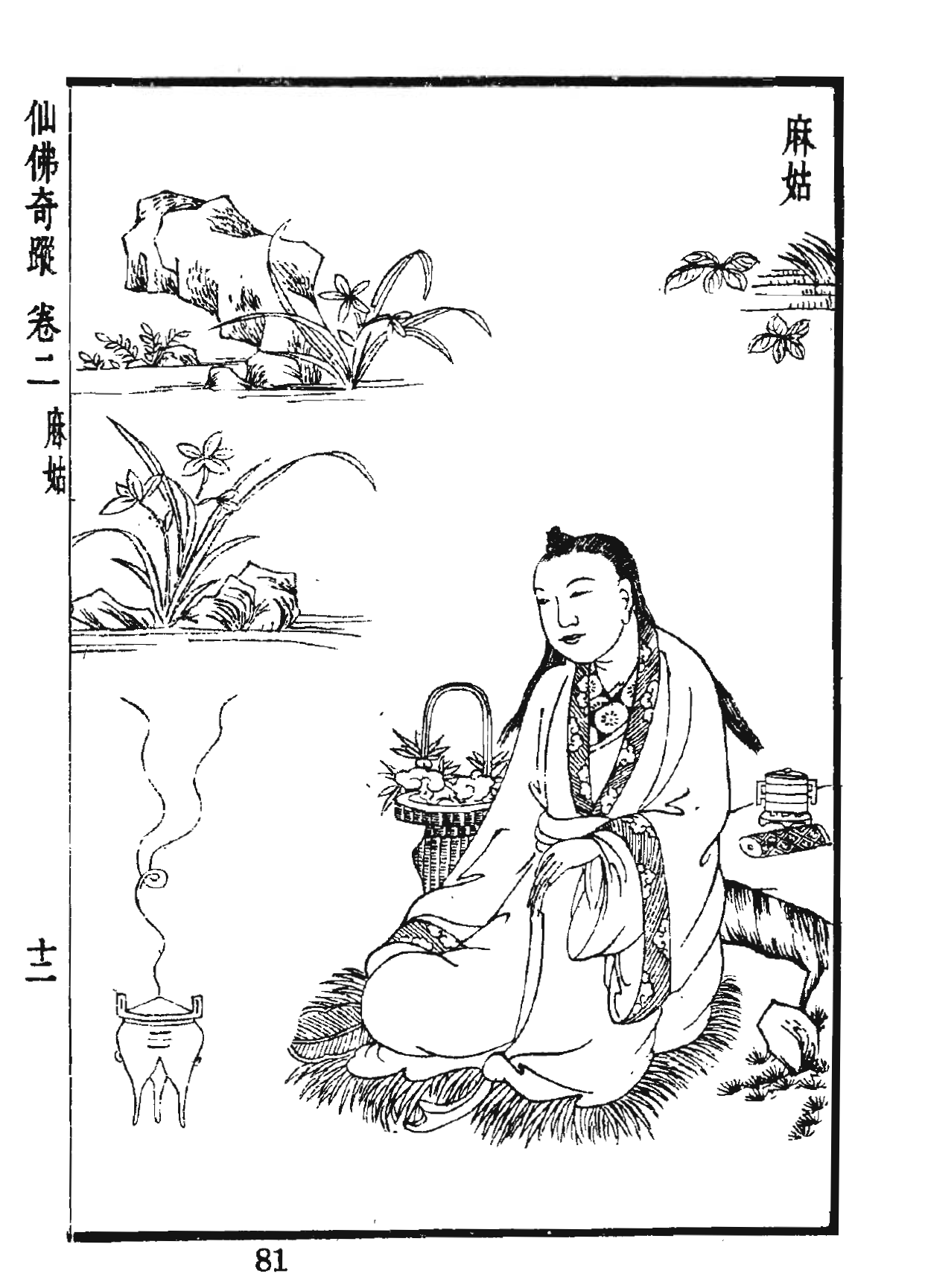
《仙佛奇蹤》，麻姑

麻姑的形象多为一位美丽漂亮的仙女模样，是否为何仙姑的仙女形态还需要考证。麻姑腾云，伴以仙鹤；或骑鹿，伴以青松；也有直身托盘作献上姿态。她的手中或托着的盘中，一般为仙桃、美酒、佛手等。《历世真仙体道通鉴》后集卷之三中描写了麻姑的形象，于顶中作髻，餘髮散垂至腰；其衣有紋章，光彩耀日，世所无有也。

## 相关文献
- 《麻姑献寿图》
- 《王远宴麻姑蔡经宅》
- 《麻姑仙坛记》
- 《神仙传》
- 《列异传》
- 《抱朴子》
- 《云笈七笺》
- 《南城县志》
- 《麻姑山志》
- 《墉城集仙录》[1]
- 《历世真仙体道通鉴》
- 《太平广记》
- 《道藏》